# ミオよ わたしのミオ
『ミオよ わたしのミオ』（Mio min Mio）はアストリッド・リンドグレーンによって書かれたスウェーデンの児童文学作品である。本作はリンドグレーンが書いた最初のハイ・ファンタジー小説であり、洗練された文体で綴られる物語は伝統的な北欧民話の雰囲気を有している。1956年にドイツ児童文学賞を受賞した。本作は少なくとも29の言語に翻訳されている。
1987年にはスウェーデン・ソビエト連邦・ノルウェー合作で実写映画化され、日本では『ミオとミラミス 勇者の剣』の改題で上映された。

## あらすじ
物語は孤児のブー・ヴィルヘルム・ウルソン、通称ボッセが10月に流れた自らの失踪を報じるラジオ放送を回想するところからはじまる。
1歳のとき「子供の家」からシクステンとエドラの老夫婦に引き取られたボッセは、男の子より女の子のほうがほしかった2人にいつも邪険に扱われ、通りに出ても近所の男の子たちからいじめられるという孤独な日々を送っていた。

彼の心の支えは果物屋のルンディンおばさんと、ビール工場の老馬カッレ・プント、そしてたった1人の親友ベンカのみである。
父親を知らないボッセはベンカに優しい実父がいることを羨み、彼の息子に成りたいと時折夢想している。
ある日の夕方、ボッセはエドラおばさんの言いつけでパン屋に向かっている途中、ルンディンおばさんによびとめられる。ボッセはおばさんからりんごを1つ貰い、1枚の葉書の投函を頼まれる。
別れ際、ルンディンおばさんはボッセに「さよなら、ブー・ヴィルヘルム・ウルソン」と真剣な面立ちで告げる。
ポストに入れる寸前、ルンディンおばさんの書いた葉書の文字が燃えるように光り始め、ボッセは思わず文面を見てしまう。そこには「はるかな国」の王様に宛てて、王様が長らく探していた人物がもうすぐで帰り着くこと、証拠にその人物は黄金のりんごを持っていることが綴られていた。そしてボッセは、貰ったりんごがいつの間にか黄金に輝いていることに気づく。
その後、ボッセは普段の遊び場であるテグネルルンデン公園のベンチのそばで、木切れで栓のされた空のビール瓶を見つける。ボッセはアラビアン・ナイトのくだりを連想し、ばかばかしいと思いながらも木切れを引き抜く。
はたして瓶の中から魔神が現れ、ボッセに感謝を告げる。魔神は「はるかな国」の王様の命で彼の息子を迎えにきた使いであった。ボッセは魔神とともに空高く飛び、ストックホルムの街を去る。

## 登場人物
ボッセ(ブー・ヴィルヘルム・ウルソン)/ミオ
本作の主人公。母は自分が赤子のころ死んでおり、父の顔を知らないみなしごの少年。齢9歳。
魔神に連れられて来た「はるかな国」で父である王さまと出会い、自分の本当の名前と出自を知る。

### ストックホルムのひとびと
ベンカ
近所に住む同年代の少年。ボッセのたったひとりの親友だった。模型工作やおしゃべりを一緒に楽しんでくれる優しい父がおり、ボッセに羨まれていた。
夏には家族で薔薇のおいしげる美しい避暑地の別荘を訪れる習慣があり、ボッセを伴わせたこともある。
ルンディンおばさん
果物屋をいとなむ優しい女性。ボッセにも良く接してくれている。はるかな国の王様宛に葉書を書く。
カッレ・プント
ビール工場で飼われているビール運び用の老馬。1週間に2度、朝方ビール運びに通りを訪れる。ボッセはその度に角砂糖やパンの端切れを与えていた。ベンカもボッセ同様彼との触れ合いを楽しみ、老馬は自分のものだと戯れで主張していたが、ボッセは父親も家族も美しい避暑地もある恵まれたベンカより、孤児の自分のほうがカッレ・プントの飼い主として釣り合いがとれると思っていた。
シクステンとエドラ夫妻
ボッセの養父母。もともと女の子をひきとろうと考えていた。養子に対し冷淡で、シクステンはボッセの名前をよぶことすらない。エドラはボッセが家にいることを嫌がり、ボッセの顔のわからない父親のことを「やくざものだったに違いない」と罵る。

### 「はるかな国」のひとびと
王さま
ミオの父親。ベンカの父親に似ている。心優しく、聡明な人物。広大な国を維持するための山ほどの執務を抱えていても、けっして息子との時間を削らず、常にミオを気にかけている。「ミオよ、わたしのミオ」と言う彼の声はミオを旅路で何度も奮い立たせる。
ユムユム
ミオがはるかな国で得たはじめての友達にして唯一の親友。ベンカに似ているが、彼よりもさらに穏やかで真面目な少年。ミオのカトーを倒す旅に同行する。父親は王さまの「薔薇の園」の庭師をしている。母親はどこかルンディンおばさんに似た容姿。
ミラミス
王様がミオに与えた白馬。空を飛ぶこともできる。勇壮優美な外見だが、目だけはカッレ・プントと同じやさしさをたたえている。
騎士カトー
はるかな国を脅かす恐ろしい男。子供たちをさらい、魔法で鳥に変えている。心臓は石でできている。

## 日本語訳
- 1958年『白馬の王子ミオ』（現代児童名作全集）、山室静（翻訳）、松田穰（絵）、講談社
- 1967年『ミオよ わたしのミオ』(リンドグレーン作品集)、大塚勇三（翻訳）、イロン・ヴィークランド（絵）、岩波書店、ISBN 978-4001150735